# Ngự toản y tông kim giám

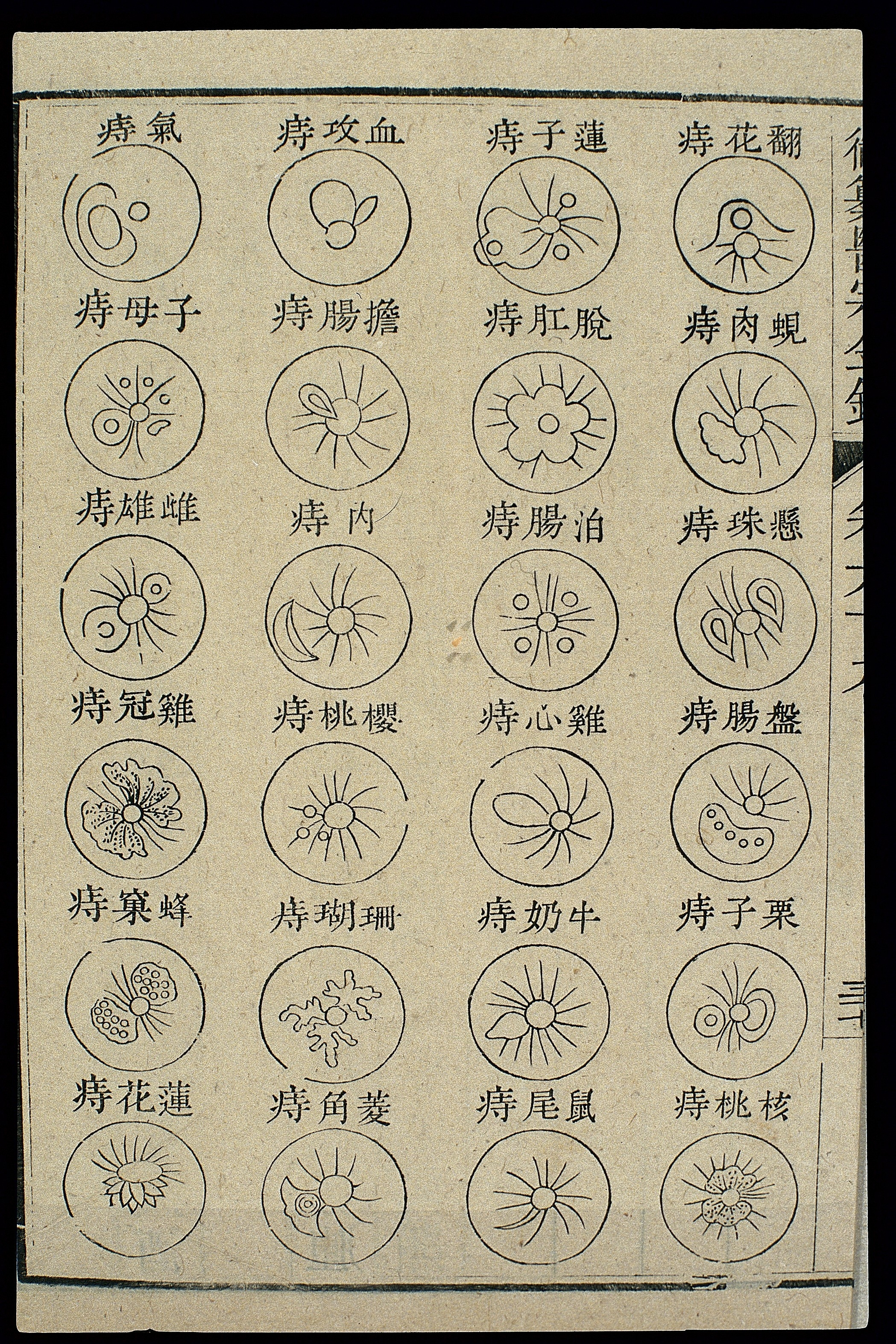
Hình ảnh mô tả chi tiết 24 loại trĩ.

Ngự toản y tông kim giám (tiếng Trung: 御纂醫宗金鑑; bính âm: Yùzuǎn yīzōng jīnjiàn) là một bản tóm tắt y học Trung Quốc được xuất bản vào năm 1742, dưới triều đại nhà Thanh. Tác phẩm được xem là "một trong những chuyên luận hay nhất về y học tổng quát thời hiện đại", một dự án được Hoàng đế Càn Long phê chuẩn và được Võ Anh điện (武英殿) xuất bản.

## Nội dung
Tài liệu được chia thành 90 quyển, với 74 quyển liên quan đến nội khoa, trong khi 16 quyển còn lại liên quan đến phẫu thuật tổng quát. Hơn một phần tư tài liệu có nội dung là sao chép, lời bình phẩm và hai phần của tác phẩm trước đó do Trương Trọng Cảnh viết, Thương hàn tạp bệnh luận; tác phẩm của Trương đã được các tác giả Ngự toản y tông kim giám giới thiệu là nền tảng cho y học chính thống Trung Quốc.
Tác phẩm "có lẽ [sở hữu] tập hợp số lượng ảnh minh họa lớn nhất trong một tư liệu y học Trung Quốc", với khoảng 484 bức mô tả về cơ thể con người, từ hình ảnh bàn tay trẻ em đến "một trang riêng minh họa 24 hậu môn". Các mô tả về bệnh đậu mùa – một căn bệnh đặc biệt nguy hiểm đối với giới lãnh đạo người Mãn – đặc biệt nổi bật và chi tiết.

## Xuất bản
Ngày 17 tháng 2 năm 1739, Hoàng đế Càn Long đã cho phê chuẩn sáng kiến ban đầu về tư liệu Ngự toản y tông kim giám, đến năm 1742 tư liệu đã được Võ Anh điện xuất bản; sau đó nó đã được chỉ định làm sách giáo khoa. Tư liệu đã có sự đóng góp của 80 người, bao gồm 39 thành viên của Hoàng gia Y học Viện, hầu hết đều đến từ vùng Giang Nam, cụ thể là các tỉnh phía nam An Huy, Giang Tô và Chiết Giang. Ngự y Ngô Khiêm (吳謙) và Lưu Dụ Đạc (劉裕鐸) làm tổng biên tập, dưới sự giám sát của Ngạc Nhĩ Thái, một triều thần người Mãn.

## Kế thừa
Ngự toản y tông kim giám đã được chú ý vì "độ phủ rộng, biên tập chính xác, phạm vi y khoa đa dạng và cách sử dụng từ ngữ dễ nhớ". Hơn nữa, tác phẩm đã "đạt được vị thế của một tư liệu y học kinh điển mà cho đến tận ngày nay, nó vẫn là tài liệu bắt buộc phải đọc đối với các học giả và những người hành nghề y học cổ truyền Trung Quốc".  Vương Cát Dân (王吉民) và Ngũ Liên Đức (伍联德) đã viết trong quyển Trung Quốc Y Sử (tiếng Trung: 中國醫史) vào năm 1973, mô tả tác phẩm là "một trong những chuyên luận hay nhất về y học tổng quát thời hiện đại".